# Kto się ceni
Kto się ceni – jedenasty singel zespołu Golec uOrkiestra z albumu pt. Golec uOrkiestra 3, wydany w 2002 roku.

## Opis
Singel został nagrodzony Nagrodą słuchaczy Dragon RMF FM. Znalazł się również na płytach takich jak: Polskie Premiery 2002 (2002) oraz The Best of Golec uOrkiestra (2013).

## Pozycje na listach przebojów
| Kraj   | Notowanie (2002)                | Pozycja |
| ------ | ------------------------------- | ------- |
| Polska | Poplista                        | 66      |
| Polska | Szczecińska Lista Przebojów     | 66      |
| Polska | 30 ton – lista, lista przebojów | 2       |
| Polska | Radio Merkury                   | 6       |

## Nagrody
- 2002: Nagrodą słuchaczy Dragon RMF FM